# Pandanus verruculosus
Pandanus verruculosus là một loài thực vật có hoa trong họ Dứa dại. Loài này được Backer ex B.C.Stone miêu tả khoa học đầu tiên năm 1978.